# フォレスト号 (大阪 - 仙台線)
フォレスト号（フォレストごう）は、大阪府大阪市（京都府京都市を経由）と宮城県仙台市を結ぶ夜行高速バスである。

## 運行会社
- 近鉄バス（八尾営業所）[1]
- 宮城交通（仙台南営業所）[1]

## 運行経路
京都・大阪行
仙台駅前宮交仙台高速バスセンター （40番乗り場）- （広瀬通り） - （国道48号仙台西道路） - （仙台宮城IC） - （東北自動車道） - （久喜白岡JCT） - （首都圏中央連絡自動車道） - （海老名JCT） - （東名高速道路） - （御殿場JCT） - （新東名高速道路） -  （豊田東JCT） - （伊勢湾岸自動車道） - （四日市JCT） - （東名阪自動車道）- （亀山JCT）-（新名神高速道路） - （草津JCT） - （名神高速道路） - （京都東IC） - （国道1号東海道） - （国道1号五条通） -  （国道1号堀川通） -（八条通） - 京都駅八条口 （F3降り場）- （京都府道115号線） - （九条通） -（国道1号） -（国道1号京阪国道） - （京都南IC） - （名神高速道路） - （豊中IC） - （阪神高速11号池田線） - （中之島JCT）-（阪神高速1号環状線）-（天神橋JCT）-（阪神高速12号守口線）-（扇町出入口） - （扇町通） - （阪急前） - 大阪駅前（地下鉄東梅田駅） -（国道176号御堂筋） -（国道25号） - （大阪府道702号千日前通） - なんば（OCATビル）（9・10番降り場） -  （四ツ橋筋）  - （湊町出入口） - （阪神高速1号環状線） - （西船場JCT） - （阪神高速16号大阪港線） - （天保山JCT） - （阪神高速5号湾岸線） - （北港JCT） -（阪神高速2号淀川左岸線） -（ユニバーサルシティ出口） -（北港通）-  USJ
仙台行
USJ（4番乗り場） -（島屋出入口） -（湊町出入口）- OCAT （7番乗り場）- （四ツ橋筋） - （国道176号御堂筋） - 東梅田  - （国道2号） - （大阪府道41号なにわ筋） - （福島出入口） - （阪神高速11号池田線） - （豊中IC） - （名神高速道路） - （京都南IC） - （国道1号京阪国道） - （国道1号九条通） - （国道1号油小路通） - （八条通） - 京都駅八条口 （F3乗り場） - （国道24号河原町通） - （京都府道32号河原町通） - （国道1号五条通） - （国道1号東海道） - （京都東IC） - （京都・大阪行きと逆経路） -（仙台宮城IC） - （国道48号仙台西道路） - （広瀬通り） - （国道286号東二番丁通り） - （青葉通り） - （駅前通り） - 仙台駅前宮交仙台高速バスセンター
- 京都・大阪行は東北道上り線・那須高原SAで、仙台行は東名阪道上り線・御在所SAで開放休憩を行う。この他に圏央道狭山PA・新東名藤枝PA・東梅田で停車し乗務員交代を行う。
- 大阪府〜京都府相互の利用はできない。

## 歴史
- 1990年（平成2年）3月29日 - 運行開始[2]。
- 1996年（平成8年）
  - 3月 - 近鉄なんば西口（OCATビル）への乗り入れ開始。
  - 4月26日 - 京都駅八条口へ乗り入れ開始。運行経路を北陸自動車道・磐越自動車道に変更（当初は降雪期を除く）。
- 2001年（平成13年）3月30日 - ユニバーサル・スタジオ・ジャパンへの乗り入れ開始（仙台発の便のみ）。
- 2002年（平成14年）8月1日 - 名神高速上のバス停留所からの乗り入れ開始。
- 2003年（平成15年）9月1日 - 大阪駅前（地下鉄東梅田駅）への乗り入れ開始。ユニバーサル・スタジオ・ジャパンと上本町バスセンターへの乗り入れ廃止。
- 2004年（平成16年）3月18日 - 2階建て3列シート車を導入。
- 2005年（平成17年）4月28日 - 磐越自動車道（福島県内）で横転事故（乗客3名死亡、1名重体＝2009年4月11日死亡）。運転士は現行犯逮捕。2005年10月12日、元運転士（7月に懲戒解雇）に福島地方裁判所会津若松支部で禁固4年4月の実刑判決（なお、2006年4月5日には死亡した当時18歳だった男性の両親が近鉄バスと元運転手に対する損害賠償請求する訴えを仙台地方裁判所に起こした）。近鉄バス八尾営業所に行政処分。2005年6月22日 - 7月12日の間、宮城交通の単独運行となった（高速バス参照）。
- 2011年（平成23年）
  - 2月1日 - この日より同年3月14日出発便までの期間限定で、学割運賃を設定（8,500円）。
  - 3月11日 - この日発生した東北地方太平洋沖地震により、東北自動車道などが震災の被害で通行止めになったため、この日より同年3月28日出発便まで運行を休止。
  - 3月29日 - この日の出発便より運行を再開。当面は近鉄バスの単独運行[3]。
  - 4月8日 - この日の仙台出発便（大阪発は翌4月9日）より宮城交通が運行を再開。
- 2013年（平成25年）1月16日 - この日の大阪出発便より宮城交通便が運休。当面近鉄バスの単独運行。
- 2014年（平成26年）
  - 1月16日 - この日の仙台出発便より宮城交通便が運行を再開。
  - 4月1日 - 運賃改定[4]。
  - 9月23日 - この日より再び宮城交通便が運休、近鉄バス単独運行。
- 2015年（平成27年）
  - 4月8日 - この日より同年12月19日出発便までの期間限定（一部の日を除く）で、運行開始25周年キャンペーン割引運賃を設定（金・土・休日・祝前日9800円、それ以外8800円）。
  - 8月18日 - 前日発の仙台行きが午前5時10分頃、磐越自動車道・津川IC - 西会津IC間で後方のエンジン付近から出火。乗客と運転士計35人は避難したが、乗客1人が病院へ搬送された。
- 2017年（平成29年）9月26日 - この日よりユニバーサルスタジオジャパン始発・終着となる。名神高速道路上の大山崎・高槻・茨木インターの各停留所を廃止。また、カレンダー制運賃を導入（往復割引を廃止）[5][6]。
- 2018年（平成30年）5月21日 - この日の仙台出発便から宮城交通が運行を再開。
- 2019年（平成31年・令和元年）
  - 1月までに経路を圏央道経由に変更。それまでは北陸自動車道・磐越自動車道経由（冬季は新東名・首都高速・東北道経由）であった。
  - 6月21日 - 運賃改定[7]。
- 2020年（令和2年）
  - 4月8日 - 新型コロナウイルスの影響により、この日の出発便より同年5月31日出発便まで（のち同年6月30日まで延長）運休[8][9]。
  - 7月1日 - この日の出発便より運行を再開[10]。
- 2021年（令和3年）
  - 1月17日 - この日の出発便より同年3月11日出発便まで運休[11][12][13]。
  - 3月12日 - この日の出発便より運行を再開[13][14]。
  - 4月29日 - この日の出発便より同年5月12日出発便まで運休[15]。（のち6月28日まで延長）
  - 12月7日 - この日の出発便より、車両の床下トランクを利用して福山通運・南東北福山通運が扱う貨物輸送を実施（近鉄バス・宮城交通とも、月曜 - 木曜出発便にて、近鉄バス八尾営業所と宮城交通仙台南営業所間で輸送）[1][16]。

## 車両
3列独立シートハイデッカー車となる。かつては2階建てバス（三菱ふそう・エアロキング）36人乗り3列独立シート車を使用していた。
車内にはトイレ完備（中央右側）。茶（紙パック）、ひざ掛け毛布、スリッパは、各座席に1セットずつ用意されている。各座席にコンセントあり。また運行会社ごとにWi-Fiを利用可能。
コーヒー・ソフトドリンクのセルフサービスは2009年9月中旬に終了している。

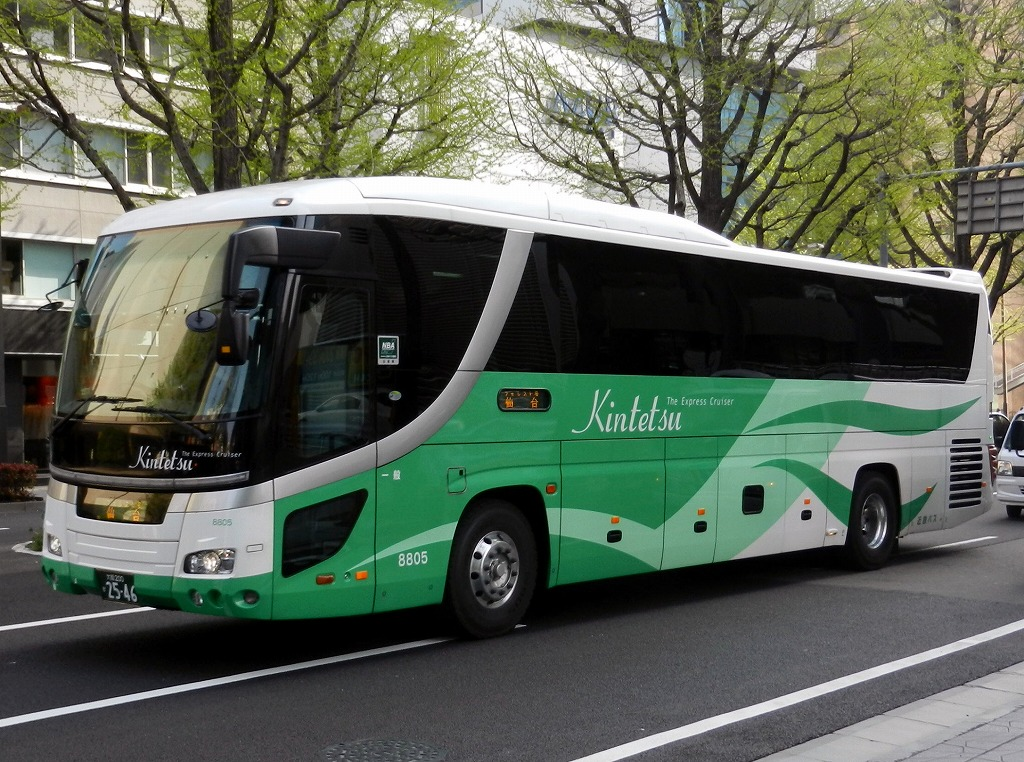
続行便に使用されるハイデッカー車（近鉄バス）
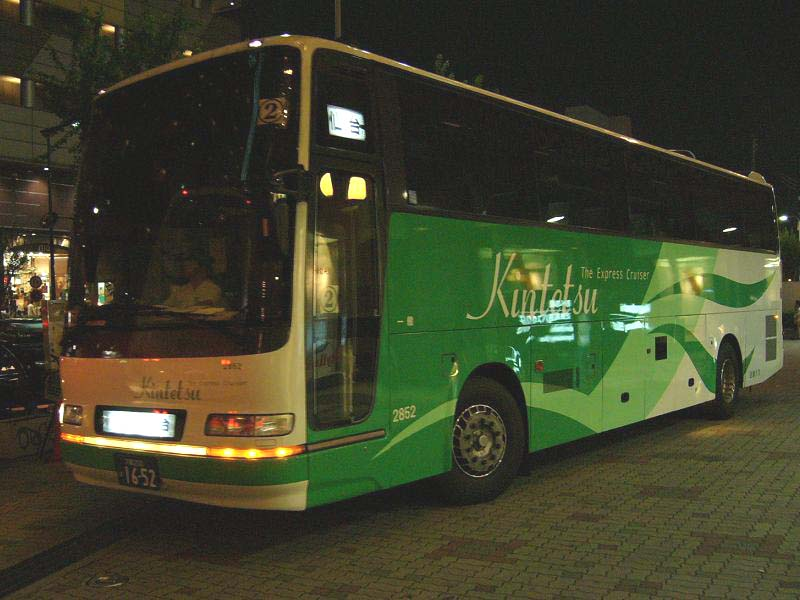
続行便に使用されるスーパーハイデッカー車（近鉄バス）
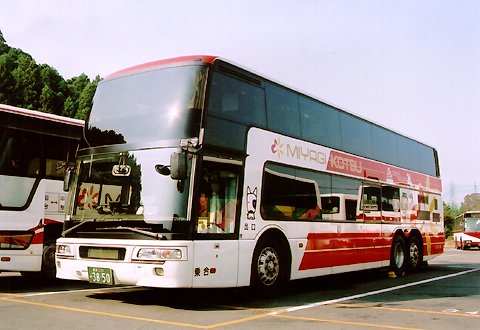
かつて運用されていた宮城交通の2階建てバス
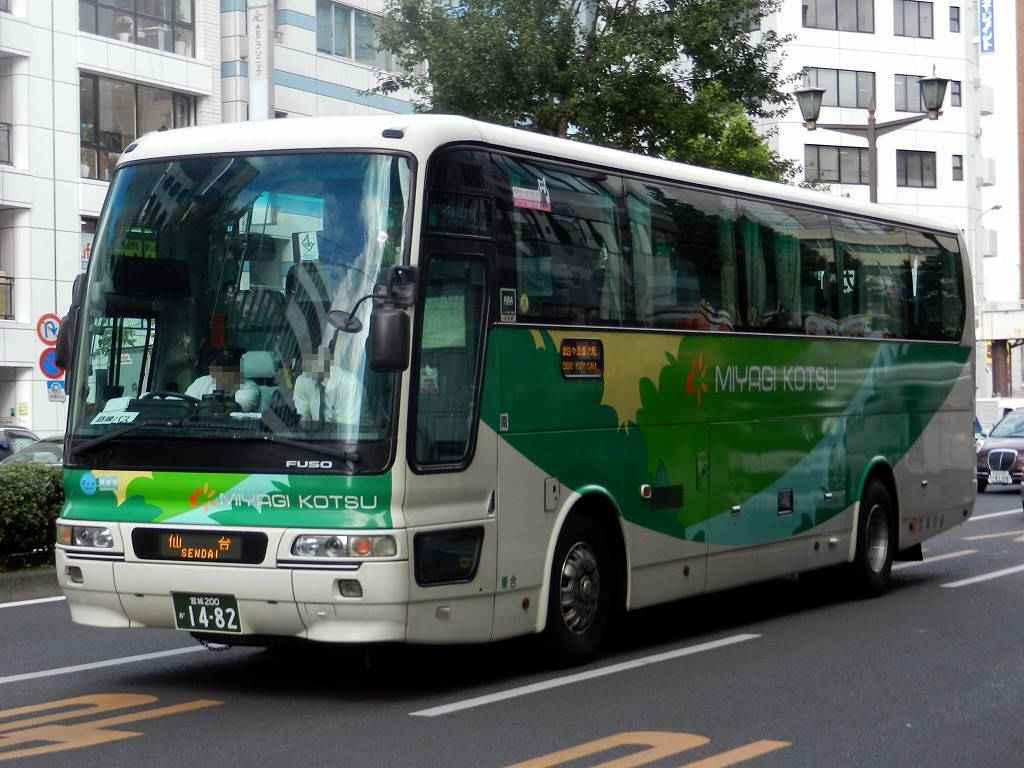
宮城交通のスーパーハイデッカー車（事故により廃車）

## 利用状況
| 年度                 | 運行日数 | 運行便数 | 年間輸送人員 | 1日平均人員 | 1便平均人員 |
| 2002年（平成14年）度 | 365      | 1,150    | 26,738       | 73.3        | 23.3        |
| 2003年（平成15年）度 | 365      | 1,081    | 25,822       | 70.7        | 23.9        |
| 2004年（平成16年）度 | 365      | 1,042    | 27,523       | 75.4        | 26.4        |
| 2005年（平成17年）度 | 365      | 1,036    | 25,995       | 71.2        | 25.1        |
| 2006年（平成18年）度 | 365      | 1,016    | 25,429       | 68.7        | 25.0        |
| 2007年（平成19年）度 | 366      | 1,046    | 25,127       | 69.7        | 24.0        |